# Черника
Черни́ка, или черни́ка обыкнове́нная, или черни́ка миртоли́стная (лат. Vaccínium myrtíllus), — низкорослый кустарничек, вид рода Вакциниум семейства Вересковые (ранее этот род иногда выделяли в семейство Брусничные).
Ягоды съедобны для людей. Ягоды и листья используются в лекарственных целях. Иногда чернику также выращивают в декоративных целях на альпийских горках.

## Название
Научное название рода происходит от латинского слова vacca «корова», по пригодности листьев некоторых видов на корм скоту.
Видовое название — myrtillus — представляет уменьшительное от myrtus «мирт», по сходству растения с маленьким миртом.
Русское название «черника» произошло от цвета ягод и того, что они чернят руки и рот.
Народные русские названия растения: чернега, чернижник, черница, чернишник.
Название рода кактусов Миртиллокактус (Myrtillocactus) образовано от названия черники (Vaccinium myrtillus) и объясняется внешним сходством плодов этих кактусов и черники.

## Ботаническое описание

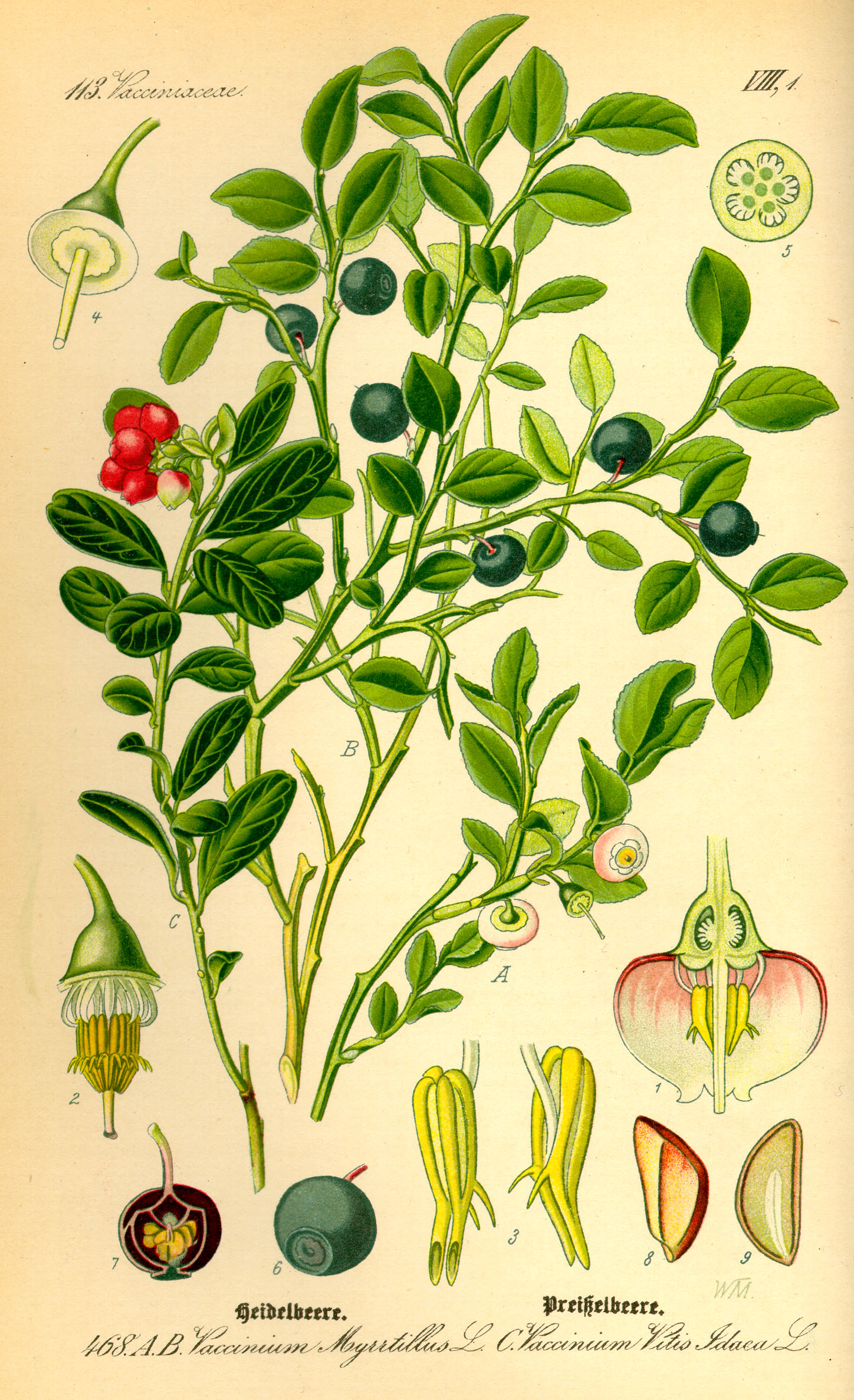
Черника.

Черника — кустарничек высотой 10—50 см. На севере, в зоне тундры, — несколько сантиметров[уточнить]. Ветви отходят от главного стволика под острыми углами.
Листья очерёдные, мелко-городчато-пильчатые, яйцевидные, кожистые, почти сидячие, спирально расположенные, сплошные, эллиптические или яйцевидно-эллиптические, по краю мелкопильчатые. Листья на верхушке заострены, снизу бледные, сверху — светло-зелёные, голые, тонкие, к зиме опадают. Дождевая вода по желобчатым листьям и черешкам отводится к ветвям с глубокими бороздками, по которым и скатывается к корню.
Растение имеет ползучее корневище, дающее большое количество побегов.
Цветёт в мае. Цветки зеленовато-белые, правильные, сидят по одному. Венчик имеет пять зубчиков. Отгиб чашечки нераздельный. Тычинок десять. Пестик — один. Завязь нижняя. Цветок наклонён вниз, и это защищает пыльцу от сырости. Главными опылителями цветков являются домашние пчёлы и шмели.
Формула цветка: {\displaystyle \mathrm {\ast \;Ca_{(5)}\;Co_{(5)}\;A_{5+5}\;G_{({\overline {5}})}} }.

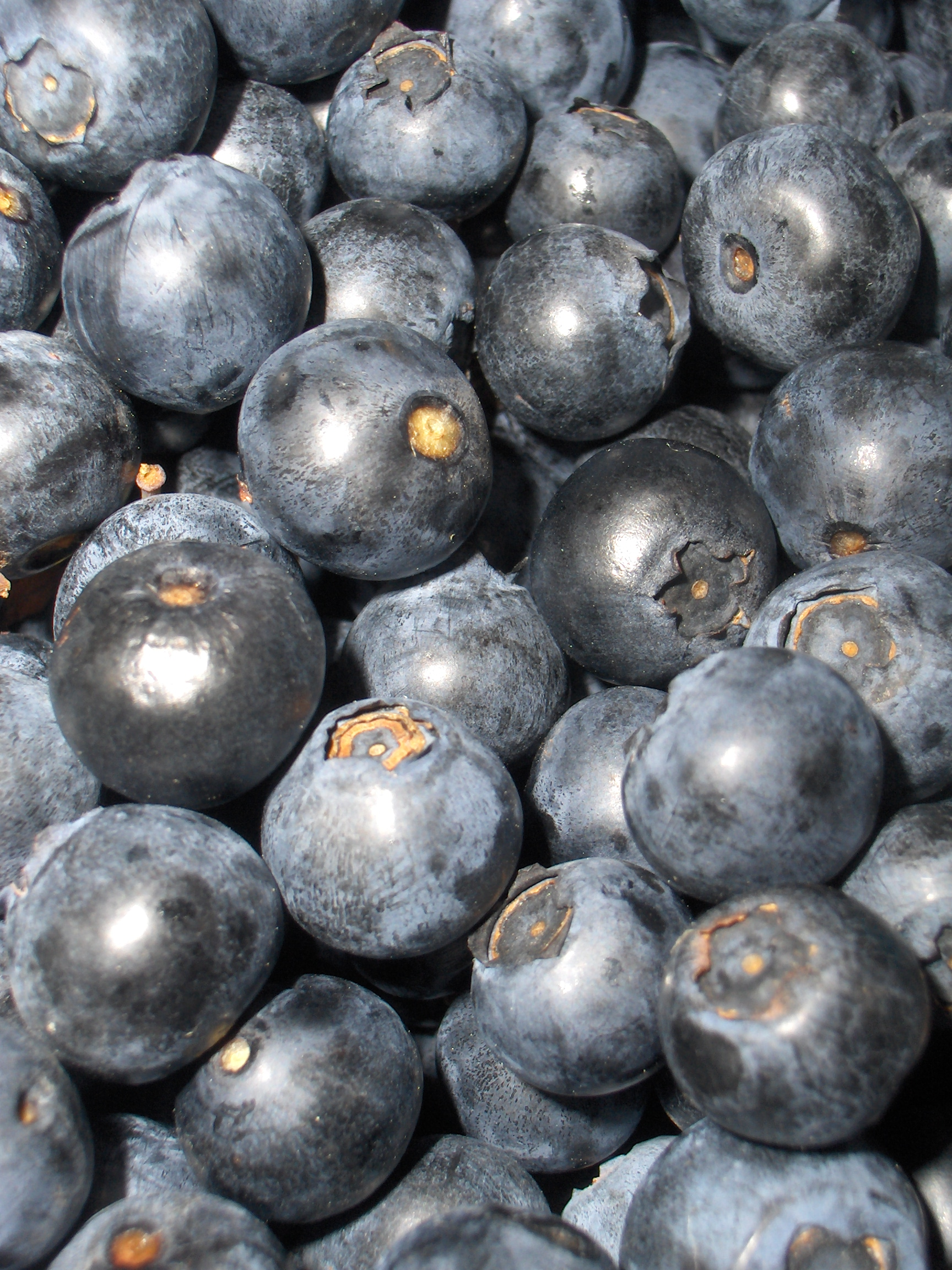
Ягоды черники

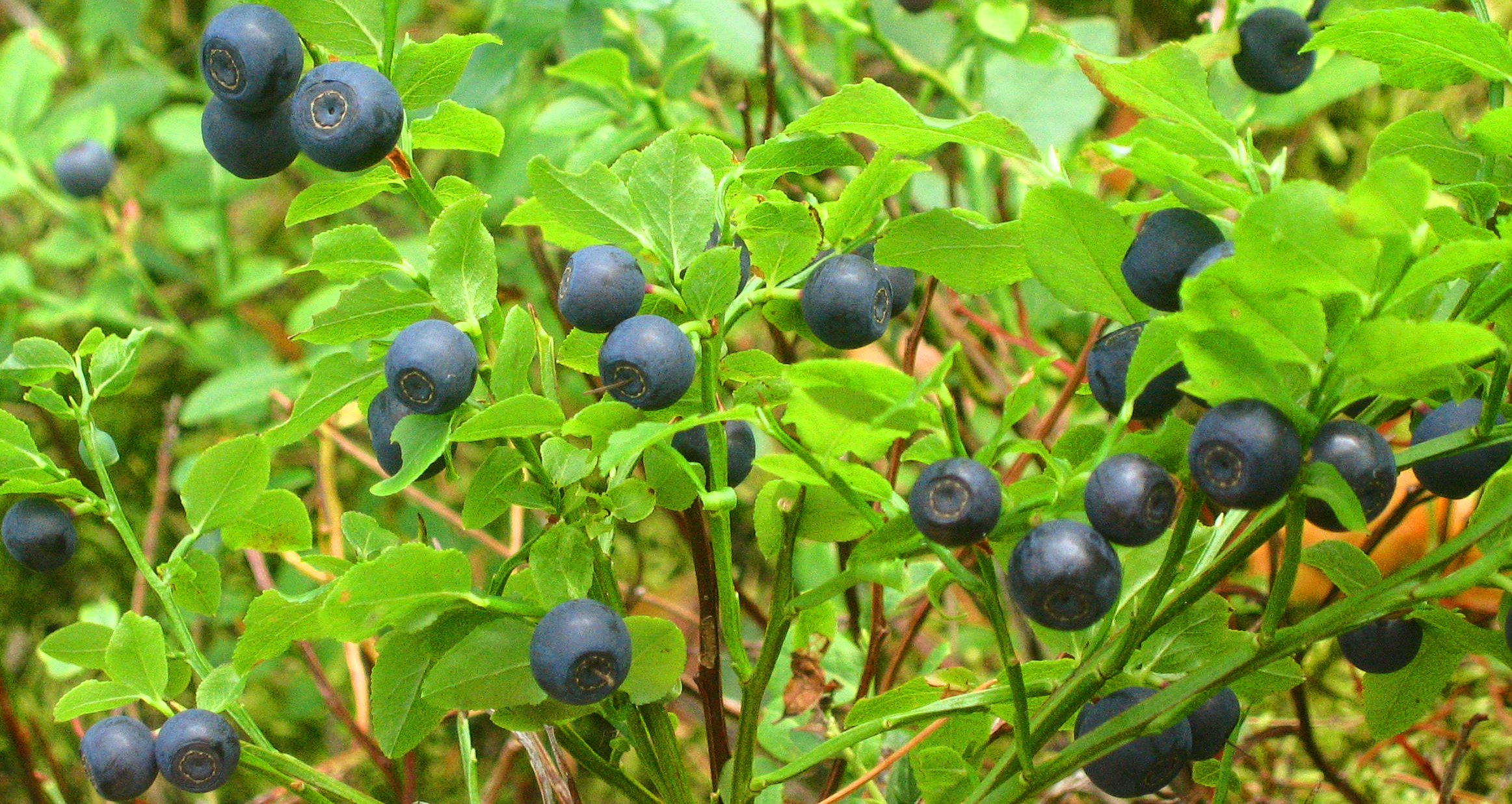
Черника в лесу

Плоды синевато-чёрные из-за воскового налёта или просто чёрные. Восковой налёт легко удаляется, и тогда ягода полностью соответствует своему названию. Внутренность ягоды пурпурная, семян внутри неё может быть до 40, но среднее количество обычно вдвое меньше. Плоды поедаются лесными птицами (в том числе вяхирями и удодами), которые далеко разносят их неперевариваемые семена.
Размножение вегетативным и семенным путем.
В природе произрастает преимущественно в северных районах — в лесах, главным образом сосновых, и на болотах.

## Распространение
Черника имеет естественный ареал в Северной Европе и в Азии в зоне тайги, особенно в субарктическом поясе. Встречается и в Северной Америке, но не является там изначальным видом. Часто под названием черника продаётся Blueberry. Разницу пытаются в английском языке выделить наименованием «bilberry», в противовес традиционному «blueberry».

## Болезни и вредители
Пятнистости листьев вызывает гриб Phyllosticta vaccinii.

## Хозяйственное значение и применение
Ягоды черники употребляются в пищу и для приготовления наливки, киселей, варенья, пирогов. Хранят также в замороженном виде. Во многих местах сбор ягод приносит населению значительный заработок.
В ягодах черники мало фруктовых кислот. Но в них много A и В витаминов, марганца, волокон и флавоноидов. Ягоды — хороший источник витамина С, магния и кальция.
Хорошее медоносное растение, даёт много нектара. Ароматный мёд светлый, слегка красноватый. Продуктивность нектара одним цветком в условиях Мещёрской низменности в тенистых местах 0,3 мг, в полутенистых 0,4—0,5 мг. Среднесуточная сахаропродуктивность в условиях Беларуси одного цветка 0,658 мг, 1 га в пересчете на сплошное произрастание 82 кг с колебаниями в зависимости от её ценокомплекса и погодных условий от 23 до 178 кг/га (Клименкова и др., 1981). Исследования в Польше показали, что из общей продуктивности гектара болотных лесов в 196 кг/га на долю черники приходится 74,2 кг, во влажном сосновом лесу 126,3 и 22,1 кг/га, в пихтовом 38,8 и 12,2 кг/га. По сообщениям Глухова М. М. (1955), среднесуточный медосбор сильных пчелиных семей с черники обыкновенной достигает 2,5 кг.
По наблюдениям в Кабардино-Балкарии поедается западнокавказским туром (Capra caucasica).
Поедается европейским лосём (Alces alces Linnaeus) на протяжении всего бесснежного сезона, но наиболее интенсивно осенью, когда отсутствуют другие зелёные корма, а также ранней весной на проталинах.
Красящее вещество черники является РН-индикатором и при снижении кислотности меняет цвет на синий.
Чернику используют как фиолетовый растительный краситель, например, для клеймения мяса. Сок ягод по разным протравам окрашивает шерсть и холст в фиолетовый и красный цвета.

### Сбор

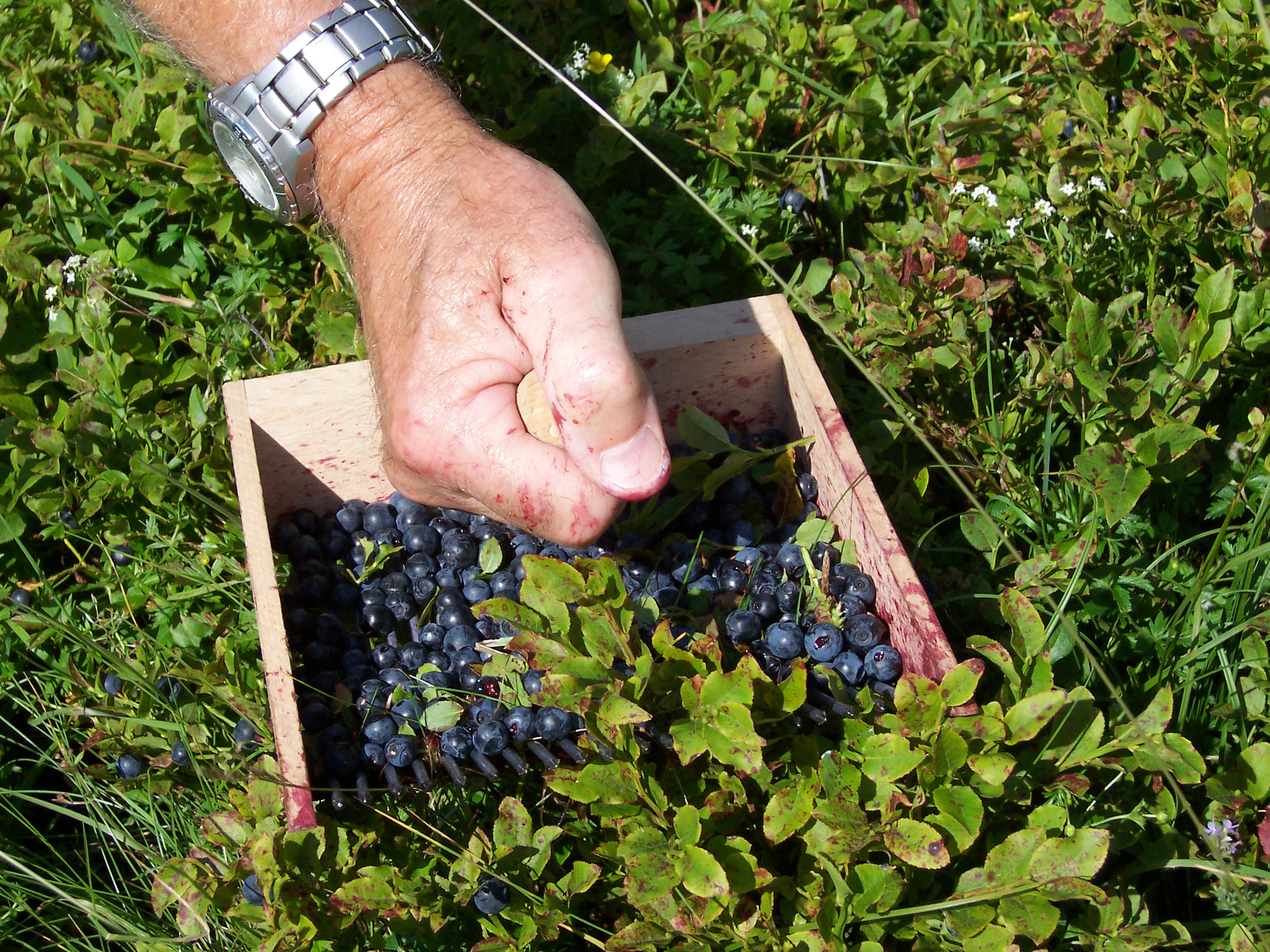
Сбор черники во Франции деревянным приспособлением

Дикорастущую чернику собирают либо руками, либо специальными приспособлениями. Евгений Студенников так описывал алгоритм сбора черники на Урале на рубеже 1950-х — 1960-х годов:

На черничную поляну заходишь с краю. Сперва в наклон, потом на коленях, а после и лежа ползешь по спирали к центру — не зря чернику называют «ползуниха». Бывало, в такой азарт входишь, что не замечаешь даже, что ведро уже наполнилось.
Приспособления для сбора черники изготовляются из разных материалов: металла, пластмассы или древесины. В России существует промышленное производство приспособлений из пластмассы в форме «закрытого ковша» (некоторые с защитной шторкой, чтобы ягоды не высыпались при наклоне). Приспособление позволяет собирать ягоду, которую трудно брать руками: мелкую, влажную. Кроме того, сбор приспособлением уменьшает контакты ягоды с кожей рук, которую сборщики обрабатывают репеллентами от кровососущих насекомых. В результате, уменьшается вероятность попадания репеллента с собранными ягодами в пищу.
У сборщика черники кожа ладони становится от сока тёмно-фиолетовой. Такая окраска держится несколько дней, после чего постепенно смывается. Приспособления для сбора ягод позволяют существенно уменьшить попадание черничного сока на кожу ладоней.
Чернику собирают приспособлением по-разному. Некоторые сборщики собирают одной рукой — «вычесывают» кусты махательными движениям одной руки, в которой держат приспособление для сбора. Это позволяет меньше наклоняться при сборе. Другие сборщики собирают двумя руками: одной держат куст черники, а другой его «вычесывают» приспособлением.
В Беларуси 29 марта 2019 года вступило в законную силу постановление Министерства лесного хозяйства Республики Беларусь «О сборе дикорастущих ягод», которое разрешило собирать дикие ягоды (в том числе чернику) специальными приспособлениями, утвердило требования к этим приспособлениям, а также дало описание порядка их использования — в частности, рекомендацию собирать чернику, держа в одной руке приспособление, а в другой руке — куст. То есть в Беларуси узаконен сбор черники приспособлением двумя руками.

Сбор черники специальным приспособлением российского производства (Медный, лето 2021 года)
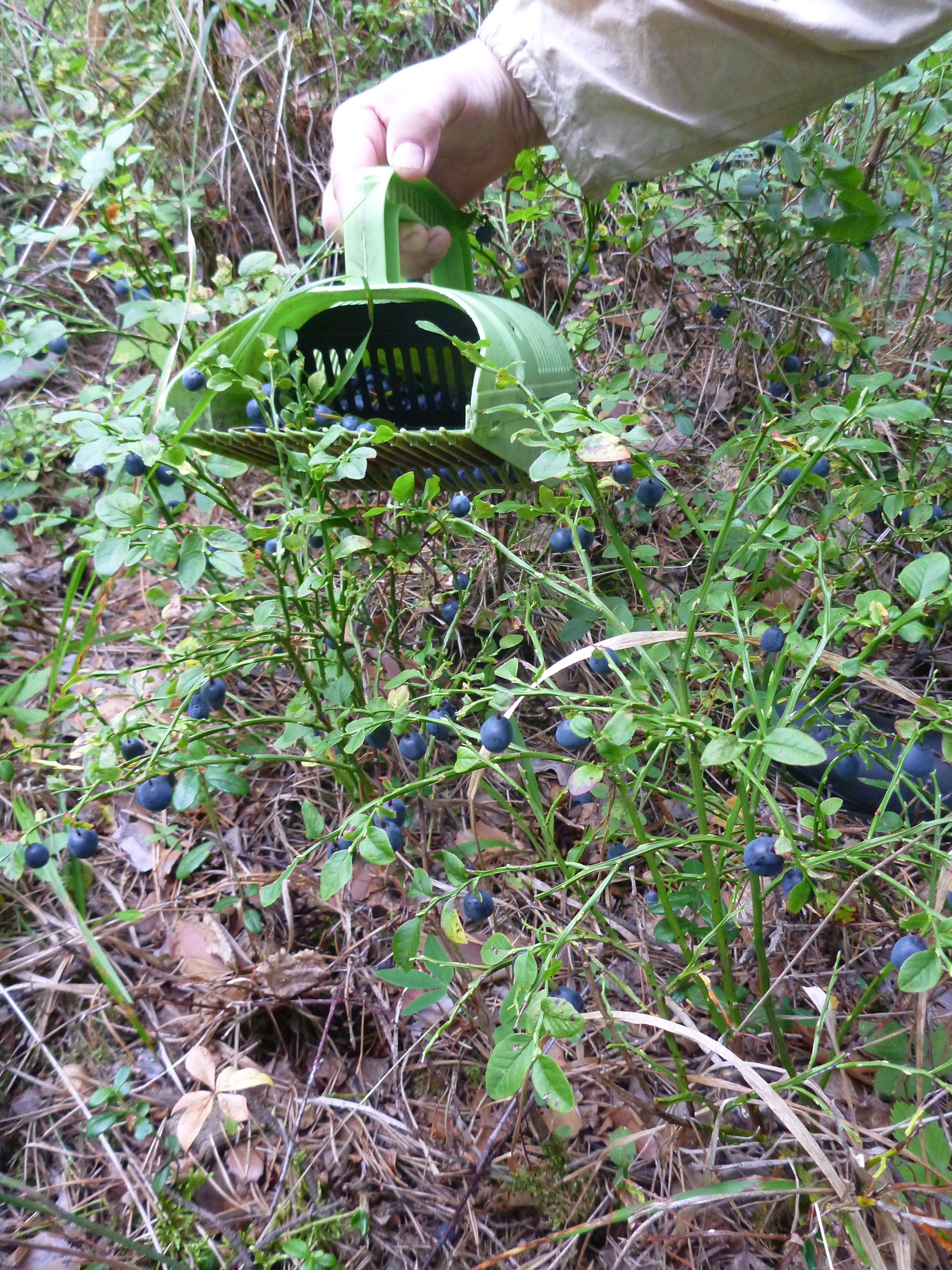
Сбор черники с помощью приспособления одной рукой
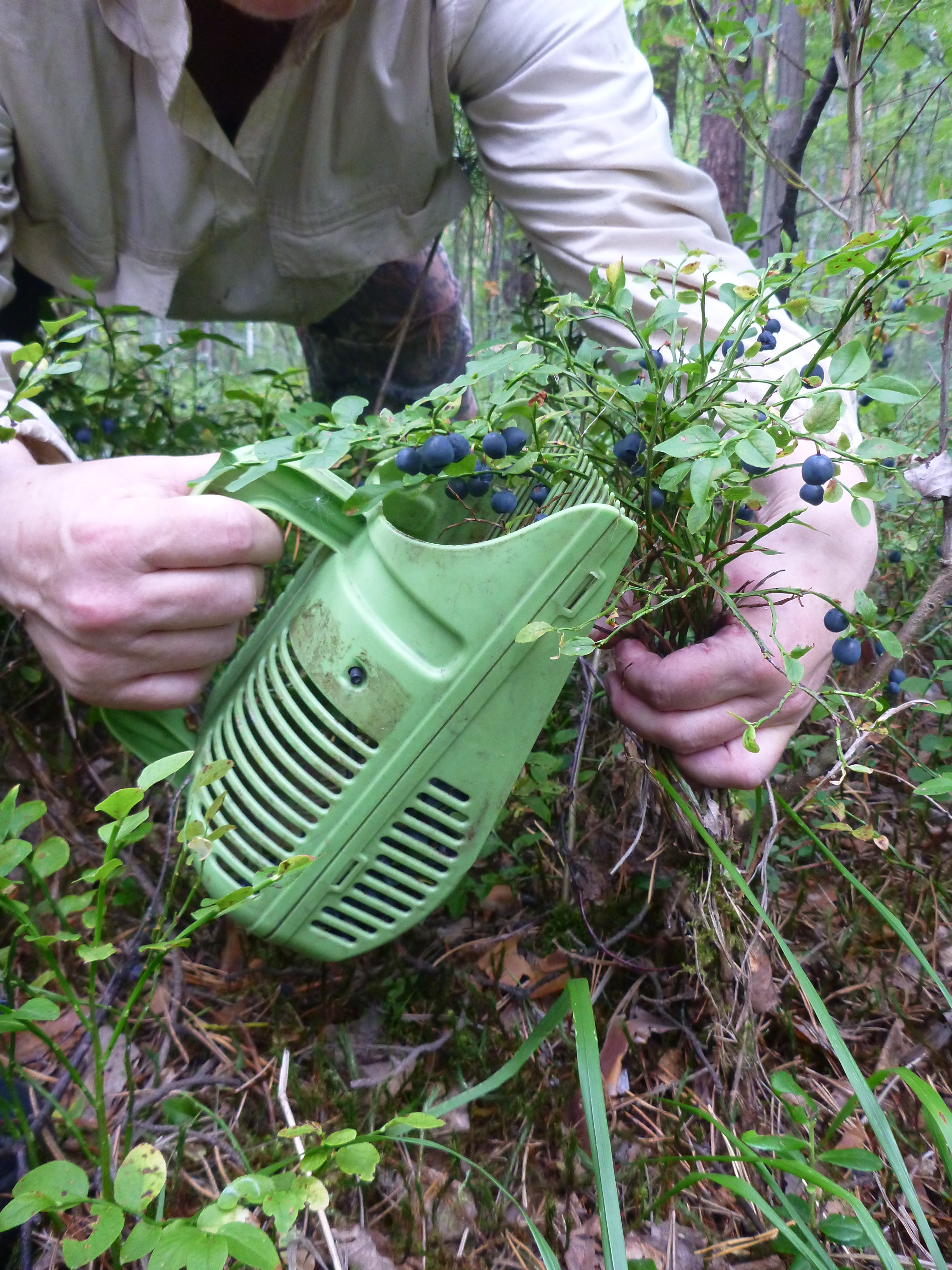
Сбор черники с помощью приспособления двумя руками (как предписано властями Беларуси)
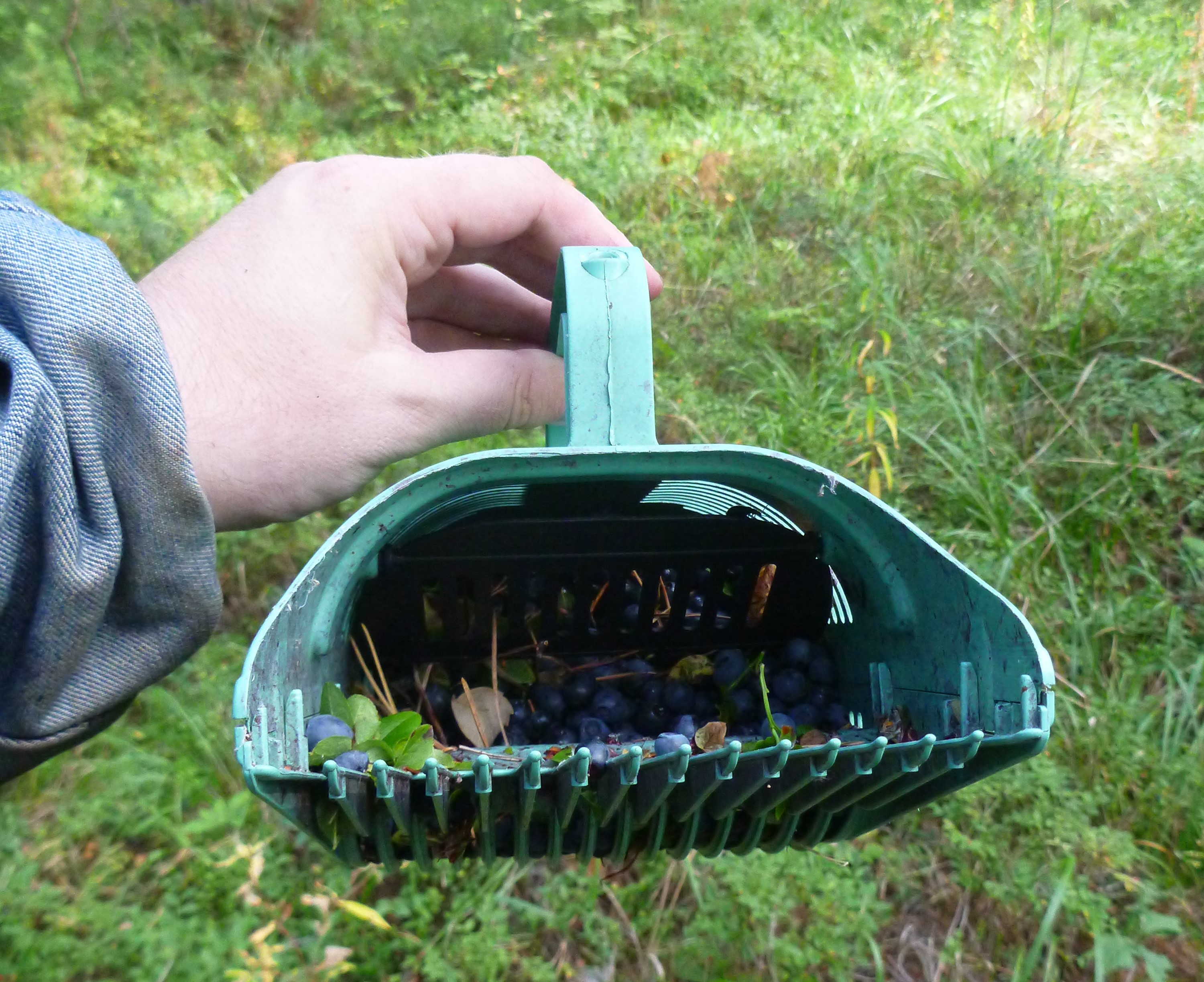
Шторка препятствует высыпанию собранных ягод из приспособления

### Медицинское значение
Основные действующие вещества — конденсированные дубильные (5—7 %), антоцианы, пектиновые, танины, флавонолы (кверцетин и катехин). Содержание антоцианов в чернике колеблется от 300 до 700 мг на 100 г. Глутаминовая кислота и валин являются преобладающими аминокислотами в чернике.
В научной и народной медицине используются ягоды и листья. Применяются при болезнях глаз, желудочно-кишечного тракта, сахарного диабета и в геронтологии, а также местно при лечении ожогов и язв, стоматитов и гингивитов. Настой или отвар из сухих ягод помогает при диарее. Свежая ягода считается полезной при лечении цинги.
Листья и побеги употребляют при начальных формах диабета, так как содержащийся в них гликозид неомиртиллин обладает способностью понижать содержание сахара в крови.
При употреблении в больших количествах черника вызывает запоры.
Для использования в лечебных целях плоды черники (лат. Fructus Myrtilli) заготавливают в стадии полной зрелости (в июле — августе), листья — в период цветения; их срывают руками, сушат под навесом. Сырьё хранят в бумажных мешках, коробках, ящиках. Срок хранения — до 2 лет.
Побеги черники (Cormus Vaccinii myrtilli) входят в состав противодиабетического сбора «Арфазетин» вместе с крапивой, фасолью и клевером.
Черника содержит антибактериальные компоненты против пародонтопатогенных бактерий, таких как Porphyromonas gingivalis, Fusobacterium nucleatum и Prevotella intermedia.

#### Применение при болезнях глаз
Издавна считается, что черника улучшает сумеречное зрение. По некоторым данным, лётчики британских военно-воздушных сил, участвовавшие в ночных вылетах во время Второй мировой войны, специально получали и ели черничный джем. Вместе с тем исследование, проведённое на флоте США в 2000 году, не обнаружило никакого действия черники на сумеречное зрение.
Лабораторные опыты показали, что употребление черники может предотвратить или лечить заболевания глаз, например, отслоение сетчатки, однако клинических исследований применения черники для лечения глазных заболеваний не проводилось.
Тёмно-синие ягоды черники содержат значительные количества красителя антоциана. Применение его[уточнить] в опытах показало уменьшение рисков[прояснить] многих заболеваний: сердца, кровеносной системы, глаз и подавляло отдельные активности клеточных линий рака.

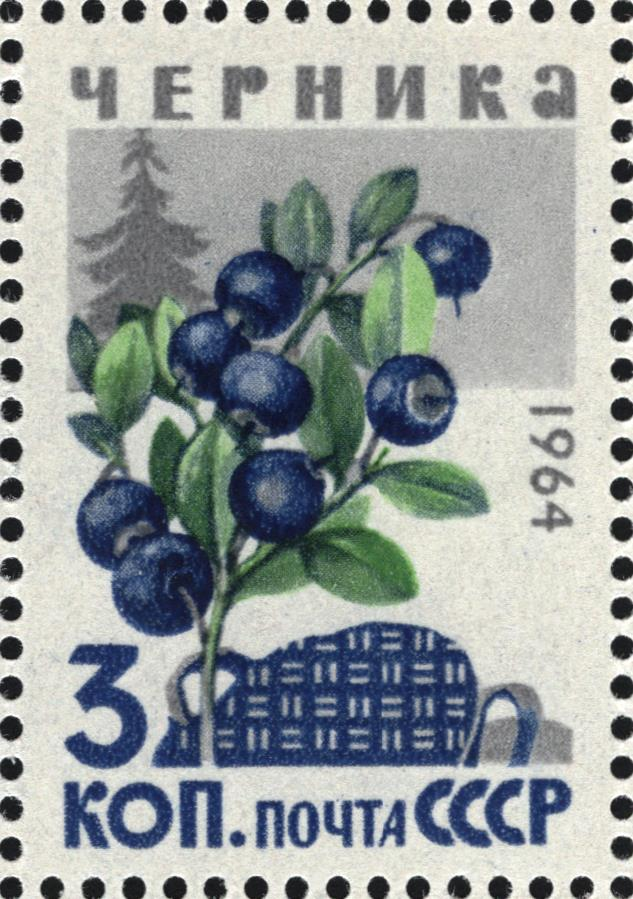
Почтовая марка СССР

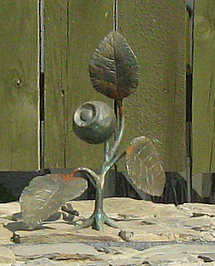
Памятник чернике в селе Гукливый Воловецкого района Закарпатской области (Украина)

Кроме антоциана, в чернике содержатся протоантоцианиды, флавоноиды и танины, которые действуют как антиоксиданты.
В офтальмологии, как правило, используется экстракт черники.
Подобные пищевые добавки не могут являться средством для лечения заболеваний глаз, и, зачастую, не имеют каких-либо клинических доказательств для заявляемых свойств.
Многие люди ошибочно полагают, что черника улучшает зрение «вообще», и часто это используется в недобросовестной рекламе различных лекарств и биологически активных добавок.

### В ветеринарии
Отвары ягод и кисели используются при острых и хронических поносах у животных. Применяется как противокатаральное средство при воспалении желудка и кишечника у молодняка. Настой листьев используют как вяжущее, антисептическое и противовоспалительное средство для обмываний ран, нарывов, язв.

## Черника в истории и культуре
- Поэт и зоолог Николай Холодковский написал стихотворение «Черника» (опубликовано в 1922 году)[36].
- В 1964 году в СССР была выпущена почтовая марка с изображением черники (ЦФА № 3133)[37].
- В селе Гукливый Воловецкого района Закарпатской области (Украина) установлен небольшой памятник чернике.
- В городе Красновишерске Пермского края ежегодно проводится фестиваль черники и черничного пирога. В 2012 году был изготовлен черничный пирог длиной более 70 м, что было зафиксировано в Книге рекордов России.
- У известного российского репера Рем Дигга есть альбом под названием «Черника».